# Goldberg-Variationen

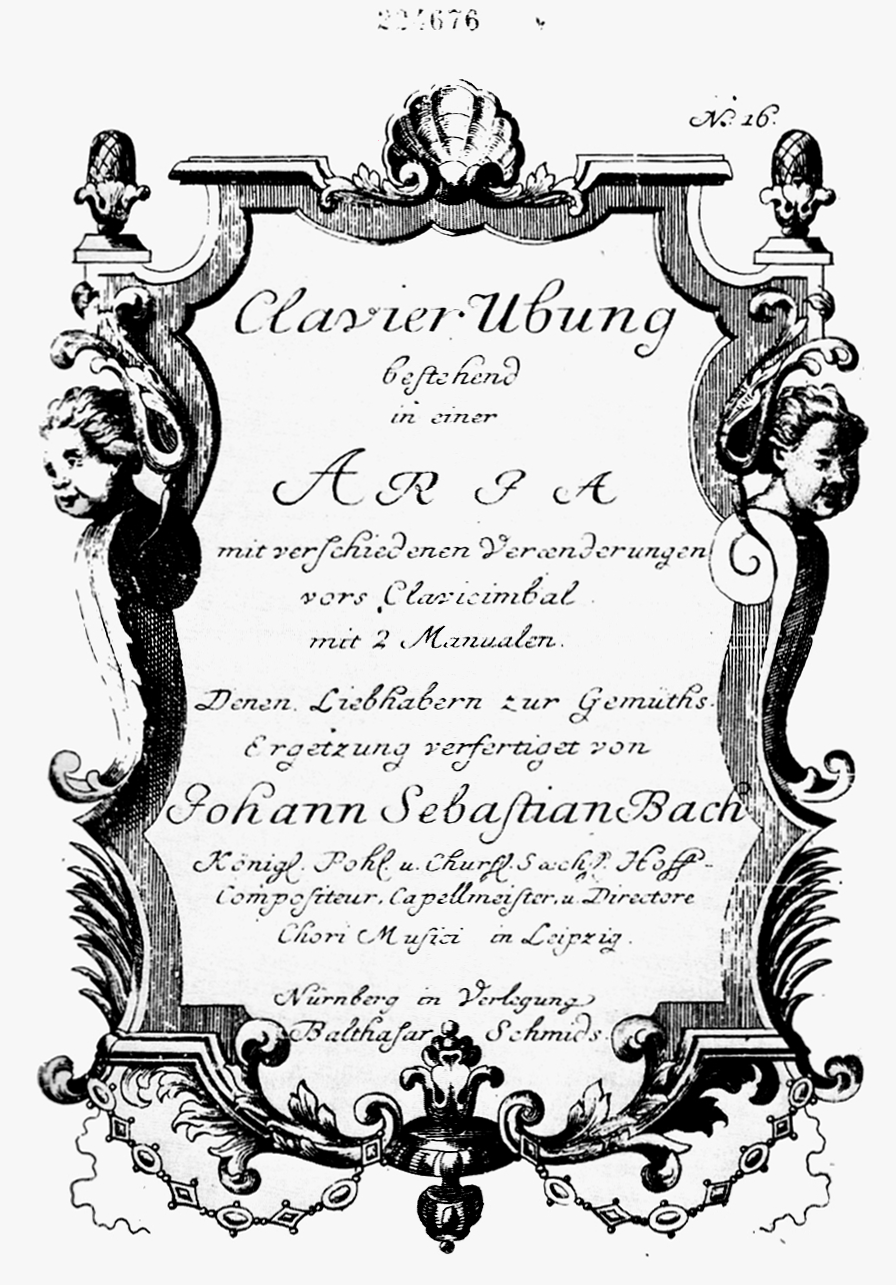
Titelblatt des Erstdrucks

Die Goldberg-Variationen sind ein Werk Johann Sebastian Bachs (BWV 988) für Cembalo. Im von Bach selbst veranlassten Erstdruck aus dem Jahr 1741 wurde es als Clavier Ubung bestehend in einer ARIA mit verschiedenen Verænderungen vors Clavicimbal mit 2 Manualen bezeichnet. Die Benennung nach Johann Gottlieb Goldberg entstand posthum aufgrund einer Anekdote.
Die Goldberg-Variationen stellen einen Höhepunkt barocker Variationskunst dar. Das Werk zeichnet sich durch einen planvollen Gesamtaufbau mit regelmäßig eingefügten, in den Oberstimmen streng kanonischen Sätzen aus. Den inneren Zusammenhang der Variationen untereinander liefert das gemeinsame Bassthema. Jeder Einzelsatz besitzt einen eigenen Charakter. Die Haupttonart ist G-Dur.

## Entstehung und Namensgebung
Die genaue Entstehungszeit des Werkes ist unbekannt. Es wurde im Herbst 1741 in Nürnberg von Balthasar Schmid (1705–1749) gestochen und verlegt. Bachs Autograph existiert nicht mehr. Große Beachtung fand daher ein 1975 aufgefundenes, einwandfrei Bach zuzuschreibendes Handexemplar des Erstdruckes, das neben kleinen Korrekturen auch 14 Kanons in Bachs Handschrift enthält.
Der Name Goldberg-Variationen (auch Goldberg’sche Variationen) etablierte sich erst im Laufe des 19. Jahrhunderts. Er wurde nach einem anekdotischen Bericht in Johann Nikolaus Forkels Über Johann Sebastian Bachs Leben, Kunst und Kunstwerke von 1802 gebildet. Laut Forkel sei Bachs Aria mit verschiedenen Veränderungen für den russischen Gesandten am Dresdner Hof, den mit der Familie Bach befreundeten Grafen Hermann Carl von Keyserlingk, verfasst worden. Der in dessen Diensten stehende Cembalist Johann Gottlieb Goldberg, ein hochbegabter Schüler Wilhelm Friedemann Bachs und Johann Sebastian Bachs, sollte dem Grafen daraus vorspielen:

„Einst äußerte der Graf gegen Bach, daß er gern einige Clavierstücke für seinen Goldberg haben möchte, die so sanften und etwas muntern Charakters wären, daß er dadurch in seinen schlaflosen Nächten ein wenig aufgeheitert werden könnte. Bach glaubte, diesen Wunsch am besten durch Variationen erfüllen zu können, die er bisher, der stets gleichen Grundharmonie wegen, für eine undankbare Arbeit gehalten hatte.“

Dieser Bericht geht wahrscheinlich auf Informationen der beiden ältesten Bachsöhne zurück. Eine weitere Quelle wurde nicht aufgefunden. Zwei wichtige Argumente lassen am Wahrheitsgehalt des Berichts zweifeln: Die gedruckte Fassung der Variationen enthält einerseits keine Widmung, etwa eine förmliche Widmung an Keyserlingk. Zum anderen war Johann Gottlieb Goldberg 1740 erst 13 Jahre alt und damit technisch kaum in der Lage, dieses anspruchsvolle Werk adäquat zu bewältigen.
Daher ist der Wahrheitsgehalt von Forkels Bericht umstritten. Forkel habe einen späteren, romantischen Kunstbegriff des beginnenden 19. Jahrhunderts auf Bachs Motive und die Kunstauffassung seiner Epoche angewendet. Sein Bericht widerspricht allerdings nicht der heute meist vertretenen Meinung, die Komposition sei von Anfang an als Teil – und krönender Abschluss – der Clavierübung geplant worden. Doch selbst hierbei gibt es keine Sicherheit; denn der Druck von Teil IV der Clavier-Übung von 1741 wurde – anders als Teil II und III und genauso wie Teil I von 1731 mit seinen Vorveröffentlichungen – nicht in die laufende Nummerierung Bachs aufgenommen. Allerdings legen identische, sich nur in der Rechtschreibung unterscheidende Formulierungen auf den Titelblättern die Zusammengehörigkeit sämtlicher Clavier-Übungen nahe. Auf dem Titelblatt von Bachs OPUS 1 heißt es: Clavir-Ubung / bestehend in / Præludien, Allemanden, Couranten, Sarabanden, Giguen, / Menuetten, und anderen Galanterien ; / Denen Liebhabern zur Gemüths-Ergetzung verfertiget / von / Johann Sebastian Bach […]

## Aufbau und Struktur
| Satzüberschriften des Originaldrucks (Bachs spätere Zusätze in seinem Handexemplar in Klammern) | Satzüberschriften des Originaldrucks (Bachs spätere Zusätze in seinem Handexemplar in Klammern) |
| --- | --- |
| - Aria - Variatio 1. a 1 Clav. - Variatio 2. a 1. Clav. - Variatio 3. Canone all Unisuono à 1 Clav. - Variatio 4. à 1 Clav. - Variatio 5. a 1 ô vero 2 Clav. - Variatio 6. Canone alla Seconda a 1 Clav. - Variatio 7. à 1. ô vero 2 Clav. (al tempo di Giga) - Variatio 8. a 2 Clav. - Variatio 9. Canone alla Terza. a 1 Clav. - Variatio 10. Fugetta. a 1 Clav. - Variatio 11. a 2 Clav. - Variatio 12. Canone alla Quarta. - Variatio 13. a 2 Clav. - Variatio 14. a 2 Clav. - Variatio 15. andante. Canone alla Quinta. a 1 Clav. | - Variatio 16. a 1 Clav. Ouverture - Variatio 17. a 2 Clav. - Variatio 18. Canone alla Sexta. a 1 Clav. - Variatio 19. à 1 Clav. - Variatio 20. a 2 Clav. - Variatio 21. Canone alla Settima. - Variatio 22. a 1 Clav. alla breve - Variatio 23. a 2 Clav. - Variatio 24. Canone all Ottava a 1 Clav. - Variatio 25. a 2 Clav. („adagio“) - Variatio 26. a 2 Clav. - Variatio 27. Canone alla Nona. a 2 Clav. - Variatio 28. a 2 Clav. - Variatio 29. a 1 o vero 2 Clav. - Variatio 30. a 1 Clav. Quodlibet. - Aria da Capo è Fine |

Der einleitenden Aria folgen – in zwei Teile unterteilt – 30 Variationen, die sich jedoch kaum an der Melodie der Arie, sondern nahezu ausschließlich an ihrer 32-taktigen Basslinie orientieren. Jede dritte Variation enthält einen Kanon, wobei das Intervall der kanonischen Stimmen stetig wächst. Die aufsteigende Intervallfolge ist vom Einklang über Sekunde, Terz, Quarte usw. bis zur None angeordnet.
Die 16. Variation – eine Ouverture – markiert den Beginn des zweiten Teiles der Variationenreihe.
Die 30. Variation weicht von der strengen Anordnung ab. Statt eines Dezimenkanons setzt Bach hier ein Quodlibet ein, das zwei Volkslieder kunstvoll kontrapunktisch ineinander verwebt.
Ein da Capo der im Erstdruck nicht nochmals wiedergegebenen Aria schließt den Zyklus ab.
Dadurch ergibt sich folgende Großdisposition:
| 1. Teil: 16 Sätze | 1. Teil: 16 Sätze | 1. Teil: 16 Sätze | 1. Teil: 16 Sätze | 1. Teil: 16 Sätze | 1. Teil: 16 Sätze | 2. Teil: 16 Sätze | 2. Teil: 16 Sätze | 2. Teil: 16 Sätze | 2. Teil: 16 Sätze | 2. Teil: 16 Sätze | 2. Teil: 16 Sätze |
| ----------------- | ----------------- | ----------------- | ----------------- | ----------------- | ----------------- | ----------------- | ----------------- | ----------------- | ----------------- | ----------------- | ----------------- |
| Aria              | 3 Variationen     | 3 Variationen     | 3 Variationen     | 3 Variationen     | 3 Variationen     | 3 Variationen     | 3 Variationen     | 3 Variationen     | 3 Variationen     | 3 Variationen     | Aria              |

| Binnengliederung der zehn Dreiergruppen | Binnengliederung der zehn Dreiergruppen | Binnengliederung der zehn Dreiergruppen |
| --------------------------------------- | --------------------------------------- | --------------------------------------- |
| freie Variation                         | freie Variation                         | Kanon bzw. Quodlibet                    |

Der symmetrische Aufbau und die schematische Binnengliederung bilden das Gerüst für vielfältige musikalische Gestalten (Bach im Handexemplar: verschiedene Verænderungen). Die Varietas der Variationen kommt beispielsweise durch unterschiedliche Satztypen, Tempi, Taktarten, Tongeschlechter, Spielweisen und die unterschiedliche Gestaltung der Intervallkanons zustande.

## Einzelanalysen

### Aria

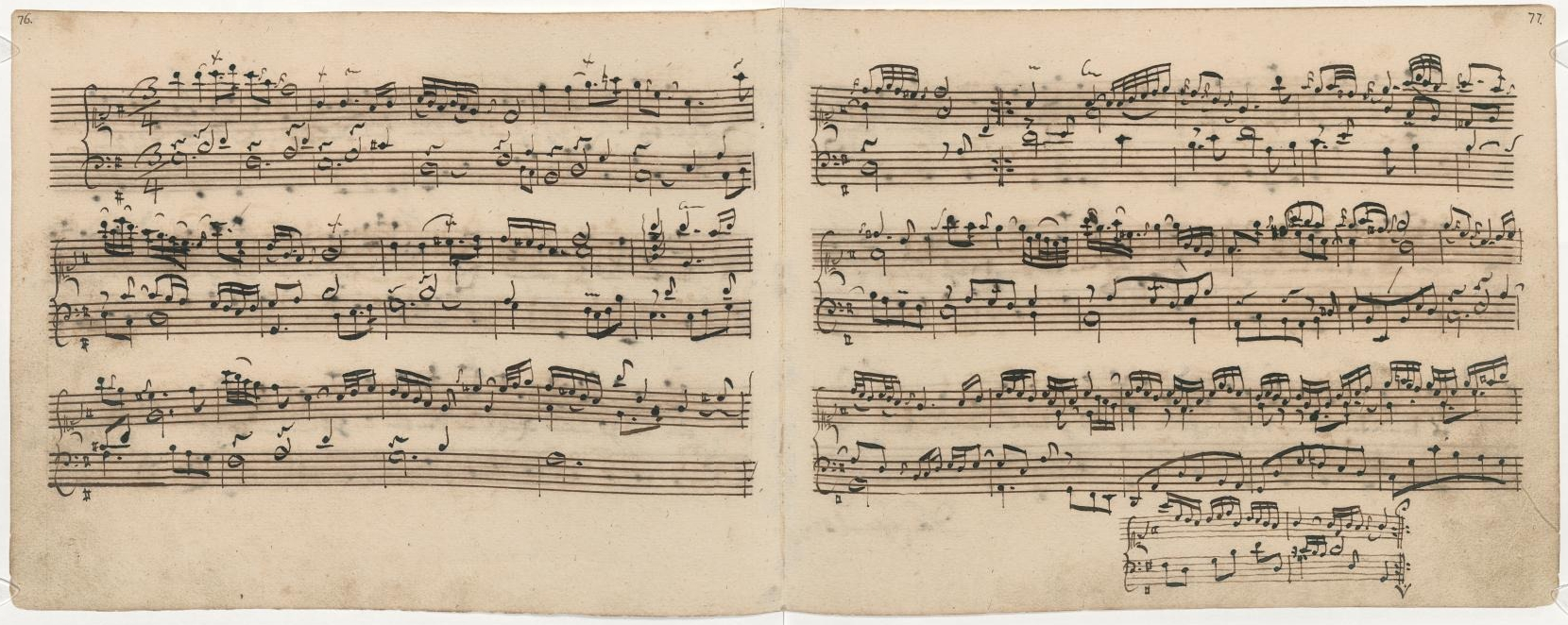
Klavierstück ohne Titel, notiert von Anna Magdalena Bach in ihrem zweiten Notenbüchlein. Es ist bis auf Kleinigkeiten identisch mit der Aria der Goldberg-Variationen.

Die Aria ist der einzige Satz des Werkes, von dem es eine frühere, handschriftliche Fassung gibt. Diese weicht nur in unwichtig erscheinenden Kleinigkeiten von der gedruckten Aria ab. Sie wurde von Anna Magdalena Bach ohne Titel in ihr zweites, 1725 begonnenes Notenbüchlein eingetragen. Dabei gelangte der Satz auf zwei bis dahin freie Leerseiten zwischen Auf- und Abgesang eines schon früher notierten Liedes. Seit Arnold Schering aufgrund von stilkritischen Untersuchungen die Meinung vertrat, Bach könne nicht der Autor der Aria oder ihrer Vorlage sein, hält die Auseinandersetzung um deren Herkunft an. Dabei spielt auch der vermutliche Zeitpunkt der Niederschrift eine Rolle. Anna Magdalenas Handschrift lässt vermuten, sie habe die Noten zwischen 1735 und 1741 eingetragen. Damit kann der titellose Satz in direkter zeitlicher Verbindung mit der Komposition des Variationenwerkes gesehen werden. Gegen Bachs Urheberschaft wird vor allem das überreiche, ausführliche Auszieren von Melodie und Unterstimmen nach französischer Manier angeführt, für Bachs Urheberschaft spricht die besondere Qualität des weit ausgesponnenen Bassfundaments, dessen ersten acht Takten Bach in seinem Handexemplar durch die Niederschrift von vierzehn Kanons weitere große Bedeutung gegeben hat. Auch versteckte melodische Anspielungen an die Variation 30, das Quodlibet, wurden angeführt.
Der italienische Name Aria meint in diesem Falle nicht etwa eine stilisierte Opernarie, sondern einen Typ von Instrumentalsatz, wie er im italienischen und deutschen Barock etwa seit Girolamo Frescobaldi (Aria detta la Frescobalda von 1627) des Öfteren als Thema für Instrumentalvariationen genommen wurde. Dabei hat neben der meist gesanglichen Melodie vor allem das harmonische Gerüst über einem oft ostinaten Bass konstituierende Bedeutung. Vergleichbares zeigt beispielsweise Georg Friedrich Händels reichverzierte Air als Thema nachfolgender Variationen in dessen 1720 veröffentlichter Cembalo-Suite d-Moll (HWV 428). Nach Christoph Wolff weist der Anfangsteil der Bassstimme mit dem Ostinato-Bass von Händels Werk Chaconne avec 62 veriations HWV 442 eine Ähnlichkeit auf.
Die Aria der Goldberg-Variationen ist zweiteilig (forma bipartita aus jeweils wiederholten 16+16 Takten). Die Zahl der 32 Takte korrespondiert mit der Zahl der 32 Sätze. Die Aria gleicht dem Satztyp einer gravitätischen Sarabande. Ihre reiche, genau ausgeschriebene Ornamentik verweist auf François Couperin.
Ein besonderes Gewicht erhält diese Aria, weil sie nicht nur dem Zyklus voransteht und dessen Fundamentalbass liefert, sondern das Werk auch in einem da Capo beschließt. Damit folgt Bach einer barocken Praxis, in der die variierte Melodie in der letzten Variation noch einmal klar herausgestellt wird.

### Fundamental-Noten
Die Aria und die meisten Variationen besitzen Basslinien, die auf 32 Fundamental-Noten zurückgeführt werden können. Bei Variatio 18 wurden einige Fundamental-Noten in die Oberstimmen versetzt. Manchmal erscheinen diese auf die beiden Stimmen von zwei Klaviaturen verteilt wie in Variatio 20 oder geraten beim Überkreuzen der Hände in höhere Stimmlagen wie in Variatio 17. Wie in der nachfolgend gezeigten Idealform kommen sie allerdings nirgends vor. Manchmal sind sie vom Taktanfang fortgerückt oder werden durch andere Töne der dazugehörigen Akkorde ersetzt.
Die 32 Takte lassen sich in gleich große Abschnitte teilen. Jeweils am Ende der Teile steht eine Kadenz.
| Harmonische Grobgliederung | Harmonische Grobgliederung | Harmonische Grobgliederung | Harmonische Grobgliederung |
| -------------------------- | -------------------------- | -------------------------- | -------------------------- |
| Takte 1–8                  | Takte 9–16                 | Takte 17–24                | Takte 25–32                |
| Kadenz in G                | Kadenz in D                | Kadenz in e                | Kadenz in G                |

Viele Variationen entsprechen dieser schlichten harmonischen Gliederung. In einzelnen Variationen kommen weitere harmonische Mittel wie Zwischendominanten, Ausweichungen und neapolitanischer Sextakkord vor. Die Moll-Variationen besitzen ihrem Tongeschlecht entsprechend das Grundschema g–D–Es–g.
Bachs Anwendung der Fundamental-Noten unterscheidet sich vom bis dahin vorherrschenden Usus, bei Variationen das harmonische Gerüst über dem Bass möglichst unverändert zu belassen und mit den Basstönen die erste Zählzeit der Takte zu markieren, und gelangt zu einer ziemlich freien, variablen Verwendung der überkommenen Mittel.
Das zeigt sich beispielsweise beim Vergleich der Goldberg-Variationen mit Georg Friedrich Händels auch in G-Dur stehender, zwischen 1703 und 1706 entstandener und 1730 und 1733 veröffentlichter Chaconne mit 62 Variationen (HWV 442). Deren Bassfundament beschränkt sich auf acht Töne und entspricht den ersten acht der zweiunddreißig Bach’schen Fundamental-Noten. Händel komponierte als letzte Variation dieser Chaconne einen zweistimmigen Kanon –  allerdings ohne Bassfundament. Dieser Umstand hat dennoch dazu geführt, anzunehmen, Bach habe Händels Chaconne gekannt und als direkte Anregung zur Komposition der Goldberg-Variationen und der damit verbundenen Vierzehn Canones genommen. Doch keinerlei Quellen unterstützen diese Theorie.
Dagegen ist belegt, dass Bach Girolamo Frescobaldis Fiori musicali besaß und Dietrich Buxtehudes Variationenwerk kannte und damit mit den Traditionen von Variationenwerken über ostinaten Bässen vertraut war, zu denen beispielsweise auch Kompositionen von Henry Purcell und François Couperin gehören. Frescobaldi benutzte nicht nur ostinate Bässe, sondern er variierte in der Bergamasca aus den Fiori musicali zudem die Bergamasca-Melodie, die dem von Bach verwendeten Lied Kraut und Rüben … zugrunde liegt.
Der einzige Bach bekannte Komponist, der ein ähnlich weitgespanntes Harmonie- und Bassgerüst benutzt hatte, war Johann Christoph Bach (1642–1703) mit seiner Sarabanda duodecies variata.

### Kanons und frei imitierende Polyphonie

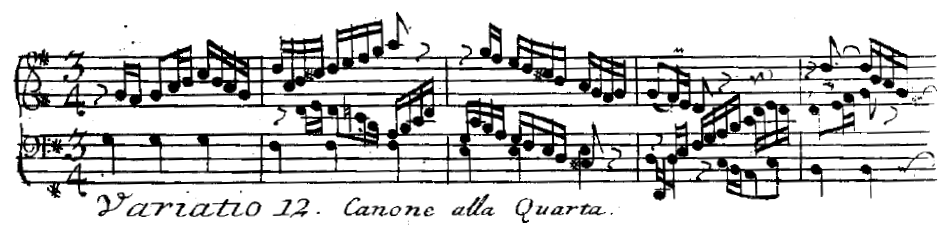
Beginn der Variatio 12, Kanon in der Unterquart mit Umkehrung

Jede dritte Variation ist ein Kanon. Es handelt sich um sogenannte Intervall-Kanons, bei denen die Kanonstimmen in einem jeweils größeren Intervall zueinander beginnen und zwar von der Prime (von Bach all'Unisuono genannt) bis zur None. Alle Kanons sind zweistimmig und werden, außer dem Kanon in der None, von einer dritten Stimme, einem der Basslinie der Aria verpflichteten Bass, begleitet. Variatio 12 und Variatio 15 enthalten Umkehrungskanons und zwar Variatio 12 in der Unterquarte und Variatio 15 in der Oberquinte.
Diese Clavier-Kanons sind ohne direktes Vorbild, also Bachs ureigene Formschöpfung.
Auch die nichtkanonischen Variationen sind durchdrungen von polyphonen Satztechniken und können im Vergleich mit den Kanons als frei imitierend bezeichnet werden. Vor allem drei Satzarten sind zu nennen: Invention oder Duetto, Fuge bzw. Fugato und ganz allgemein der Stile antico, der von der alten polyphonen Vokalmusik herkommt und durch eine Notation in großen Notenwerten und im Alla-breve-Takt gekennzeichnet wird. Darüber hinaus kommen polyphone Formen vor, die keinem bisherigen Schema zugeordnet werden können.

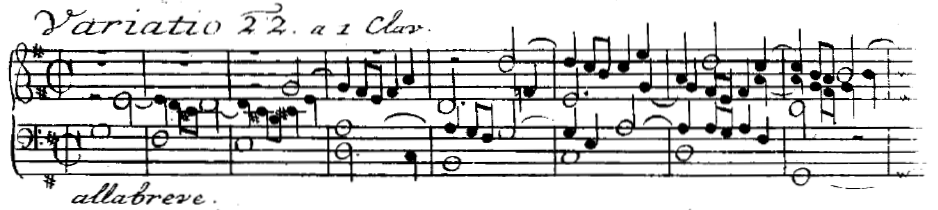
Beginn von Variatio 22

- In der Satzart von Inventionen sind beispielsweise Variatio 1, Variatio 8, Variatio 11 und Variatio 17.
- Fugenartig sind die Variatio 10 (Fugetta)[23] und das Fugato in Variatio 16.
- Dem Stile antico verpflichtet sind Variatio 10, Variatio 18 und Variatio 22.
- Freie Polyphonie ohne vorgegebenes Schema findet sich beispielsweise in Variatio 4 und Variatio 19

### Stilisierungen
Einige Variationen lehnte Bach an bekannte Formen, Gattungen und Satztypen an.
Beispiele:
- Polonaise: Variatio 1 wird geprägt vom Rhythmus einer Polonaise (Takt 1, Unterstimme), der –  abtaktig eingesetzt – zum ausgeschriebenen Mordent wird (Takt 1, Oberstimme).[24]
- Passepied: Variatio 4, es fehlt allerdings der charakteristische Achtel-Auftakt.[25]Beginn der Variatio 7, al tempo di Giga

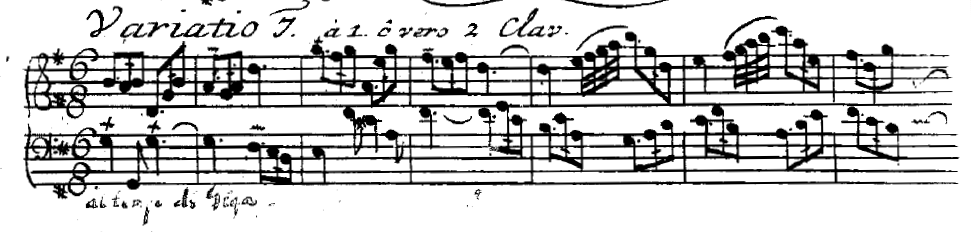
Beginn der Variatio 7, al tempo di Giga

- Gigue (französischer Typ): Variatio 7 erhielt von Bach selbst in seinem Handexemplar den Zusatz al tempo di Giga. Dennoch ist sie eine französische Gigue vom Canarie-Typ.[26]
- Giga (italienischer Typ): Variatio 11 mit dem 12/16-Takt und den laufenden 16tel-Noten.[27]
- Menuett: Variatio 19 und Variatio 27; auch in französischer Clavecin-Musik kommen häufiger Menuette im 3/8-Takt vor.[28][29]
- Sarabande: Variatio 26 ist eine dreistimmige pièce croisée mit zweierlei Taktarten für die beiden Hände. Die zweistimmig gegriffene Sarabande erhält jeweils einen 3/4-Takt, die lauffenden Noten erhalten einen 18/16-Takt.[30]
- Triosonate: Variatio 2 gleicht mit ihren imitierend geführten zwei Oberstimmen und der Basslinie dem Satz einer Corelli’schen Triosonate.[31][32]
- Fughetta: Variatio 10 eine kleine Fuge mit periodischem Bau. Die Melodik weist deutlich auf die Bergamasca des Quodlibets voraus.[33]
- Aria: Variatio 13 gleicht einer Arie im Stile monodico.[34]
- Französische Ouvertüre: Variatio 16 mit typischer Punktierung im langsamen alla breve und mit schnellem Fugato im 3/8-Takt.Beginn der Variatio 29

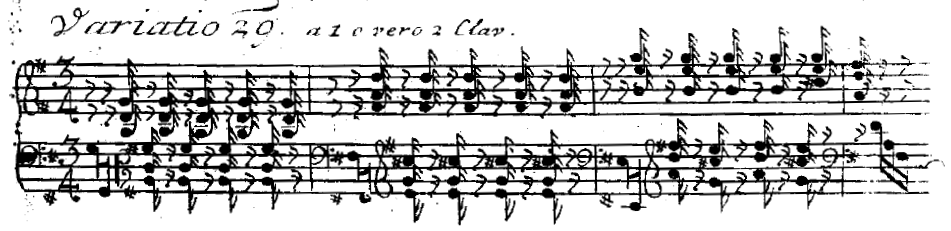
Beginn der Variatio 29

- Toccata: Variatio 29 entspringt der italienischen Toccata-Tradition.[35]
- Lamento: Variatio 21 und Variatio 25 zeigen die typischen chromatisch ausgefüllten absteigenden Quarten im Bass. Siehe unten das Kapitel „Mollvariationen – tertiam minorem oder Re Mi Fa betreffend“.
- Stile antico: siehe oben im Kapitel „Kanons und frei imitierende Polyphonie“.
- Quodlibet: Variatio 30 wird unten gesondert besprochen.

### Bravourstücke

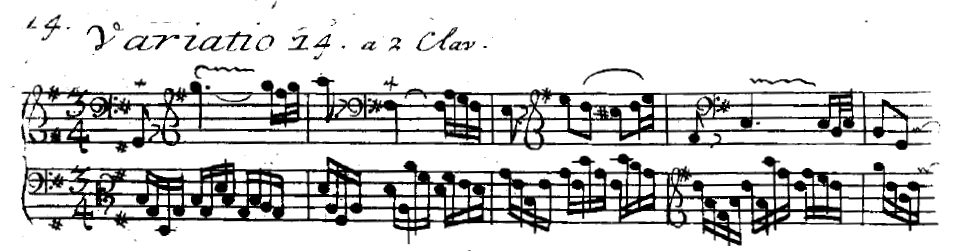
Beginn der Variatio 14

Die bravourösen Sätze können als Hommage an Domenico Scarlatti gesehen und gehört werden, dessen Essercizi 1738 im Druck erschienen sind. Geprägt sind Bachs virtuose, dem entsprechende Variationen vom Überschlagen der Hände, das Carl Philipp Emanuel Bach 1731 eine „sehr eingerissene Hexerey“ genannt hat, und vom Kreuzen der Hände (pièce croisée). Dazu gehören Variatio 5, Variatio 14, Variatio 20, Variatio 23 und Variatio 28.

### Mollvariationen

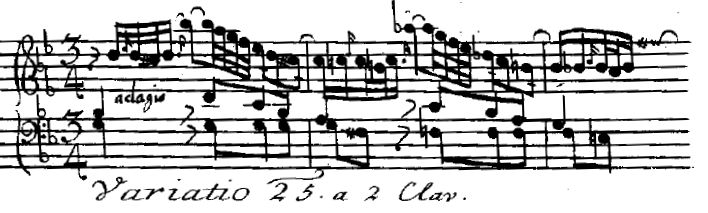
Beginn der Variatio 25 mit dem von Bach nachträglich eingefügten Eintrag adagio und zusätzlichen Vorschlägen

Einen besonderen Affect erhielten innerhalb der Variationenreihe die drei g-Moll-Variationen (nach Bachs Sprachgebrauch im Titel des Wohltemperierten Klaviers Variationen tertiam minorem oder Re Mi Fa betreffend). Sie werden durch eine dissonanzenreiche Chromatik mit vielen Vorhalten (‚Seufzern‘) – vor allem in Variatio 15 – und der bei Variatio 21 und Variatio 25 chromatisch ausgefüllten, abwärts führenden Quarte zu Lamentos im affectus tristitiae (Klagen im Affekt der Traurigkeit). Den ähnliche Züge tragenden chromatischen 11. Kanon des Handexemplars (siehe unten) hat Bach 1747 in ein Stammbuch eingetragen und mit einer Beischrift versehen, die auf die g-Moll-Variationen übertragen werden kann:
Symbolum. / Christus Coronabit Crucigeros. („Christus wird die Kreuztragenden krönen.“)

### Quodlibet

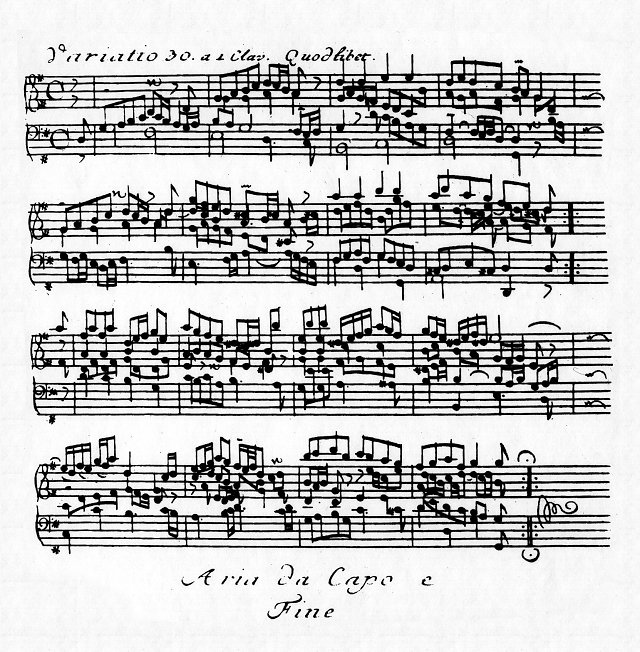
Quodlibet im Erstdruck

Über die Gepflogenheiten der Bach’schen Großfamilie, sich bei ihren Zusammenkünften am gemeinsamen Stegreifsingen von Quodlibets zu delektieren, berichtet Forkel:

„Sie sangen nehmlich nun Volkslieder, theils von possierlichem, theils auch von schlüpfrigem Inhalt zugleich mit einander aus dem Stegreif so, daß zwar die verschiedenen extemporirten Stimmen eine Art von Harmonie ausmachten, die Texte aber in jeder Stimme andern Inhalts waren. Sie nannten diese Art von extemporirter Zusammenstimmung Quodlibet, und konnten nicht nur selbst recht von ganzem Herzen dabey lachen, sondern erregten auch ein eben so herzliches und unwiderstehliches Lachen bey jedem, der sie hörte.“

Dieser Bericht und die Texte der im Quodlibet der Goldberg-Variationen anklingenden Lieder beleuchten die letzte Variation des Zyklus in bürgerlich behäbiger Weise. Zum Bassthema erklingen nämlich Bruchstücke von zwei Gassenhauern der Bachzeit, den thüringisch-sächsischen Volksliedern Ich bin so lang nicht bei dir g(e)west, ruck her, ruck her, ruck her und Kraut und Rüben haben mich vertrieben.

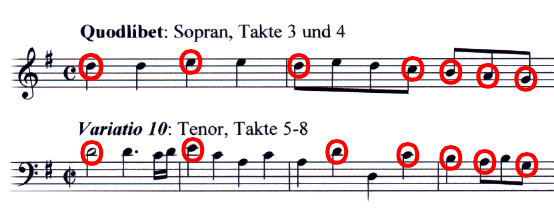
Die Kernmelodie der Bergamasca im Quodlibet und in der Variatio 10.

Doch für irgendeine Art von Improvisation ist in diesem Stück kein Platz. Es ist bis in alle Einzelheiten sorgfältigst ausgefeilt. Trotz der Vielfalt an Motiven wirkt das Quodlibet sehr einheitlich. Jenseits der Beschaulichkeit eines humorvollen Abschieds und Kehraustanzes, wie ihn die Volksmelodien nahelegen, zeigen sich bei genauerer Analyse weitaus bedeutendere Bezüge. Denn die Kraut-und-Rüben-Melodie ist eine Variante der traditionellen Bergamasca-Melodie, die zusammen mit einem ostinaten Bass Thema unzähliger Variationen war. Über Buxtehudes La Capricciosa, Frescobaldis Aria di Romanesca und Scheidts Canzon à 5 Voci ad imitationem Bergamasc reicht die Tradition bis ins 16. Jahrhundert zurück. Die Melodie ist seit 1570 belegt.
Ein Blick zurück auf die vorherigen 29 Variationen und die Aria zeigt, dass die Melodiestruktur der Anfangstakte der ‚Kraut-und-Rüben-Melodie‘ über den Kadenzformeln gelegentlich vorkommt. Dass es sich hierbei um eine geplante Gestaltung handelt, lässt sich nicht belegen, doch dass Bach sich des Zusammenhangs zwischen seinem Quodlibet und der Bergamasca-Tradition bewusst war, kann vor allem wegen seiner Kenntnis der entsprechenden Werke Frescobaldis und Buxtehudes als sicher gelten.

### Übersicht
| Variation | Kanon                   | Taktart    | Anzahl Stimmen | Tonart | Stilisierung nach Dammann                                       | Claviere | Registrierungsempfehlung nach Dammann (x-chörig = x-chöriges Cembalo II = oberes Manual)                                                                 | Tempoempfehlung nach Dammann       | Bemerkungen |
| --------- | ----------------------- | ---------- | -------------- | ------ | --------------------------------------------------------------- | -------- | --- | ---------------------------------- | --- |
| Aria      |                         | 3⁄4        | (3)            | G-Dur  | gravitätische Sarabande                                         | 1        | 1. Teil: I 8', Wiederholung II 8' 2. Teil: rechts I 8', links II 8', ab Takt 25 beide II 8'                                                              | ~52                                | |
| 1         |                         | 3⁄4        | 2              | G-Dur  | Polonaise                                                       | 1        | 3-chörig: I 8' 4-chörig: I 8', II 4'+ Koppel | Allegro moderato, ~72              | |
| 2         |                         | 2⁄4        | 3              | G-Dur  | Triosonate à la Corelli                                         | 1        | | Andante oder Allegro moderato, ~69 | |
| 3         | Prime                   | 12⁄8       | 3              | G-Dur  | Pastorale (quasi Fagott & 2 Oboen)                              | 1        | | .~138                              | Ähnlichkeiten zur Sinfonia von Ich steh mit einem Fuß im Grabe BWV 156 |
| 4         |                         | 3⁄8        | 4              | G-Dur  | Passepied                                                       | 1        | 3-chörig: II 8' 4-chörig: II 8' + 4' | ~132                               | |
| 5         |                         | 3⁄4        | 2              | G-Dur  | Hommage à Domenico Scarlatti                                    | 1 oder 2 | | ~96                                | |
| 6         | Sekunde                 | 3⁄8        | 3              | G-Dur  | Streicher-Duktus                                                | 1        | |                                    | Gebrauch von Chromatik ohne für Bach typische pathopoetische Bedeutsamkeit |
| 7         |                         | 6⁄8        | 2              | G-Dur  | Canarie alla Siciliano                                          | 1 oder 2 | 3-chörig: rechts I 4'+Koppel, links 82 oder: rechts 81 + 4', links 82 4-chörig: rechts 81, links 82                                                      | ~168                               | |
| 8         |                         | 3⁄4        | 2              | G-Dur  | opernhaft mit Concerto-Gestus                                   | 2        | 3-chörig: rechts I 8' + 4', links II 8' (Manualtausch bei Wiederholung) 4-chörig: rechts II 8' + 4', links I 8'                                          | gemäßigtes Allegro, ~76            | |
| 9         | Terz                    | 4/4-Takt   | 3              | G-Dur  | "seraphisch" "verzückt"                                         | 1        | II 8' | ~52                                | |
| 10        |                         | alla breve | 4              | G-Dur  | auf dem Stile antico aufbauend, aber mit martialischem Idiom    | 1        | 3-chörig: I 8' + 4' 4-chörig: I 8' + gekoppelt II 4' | ~72                                | |
| 11        |                         | 12⁄16      | 2              | G-Dur  | Giga mit Elementen von Pastorale und Siciliano                  | 2        | rechts II 8', links I 8' 3-chörig: Manualtausch bei Wiederholung                                                                                         | .~88                               | Dammann imaginiert etwa zwei Schmetterlinge oder zwei federleichte Balletteusen, die am Ende im Dreiklang zusammenfinden                                                                                                 |
| 12        | Quarte (motu contrario) | 3⁄4        | 3              | G-Dur  |                                                                 | (1)      | I 8' | ~52                                | |
| 13        |                         | 3⁄4        | 3              | G-Dur  | ornamentiertes Arioso im Stile monodico                         | 2        | 3-chörig: rechts I 4' (Oktave tiefer), links II 8' mit Lautenzug 4-chörig: rechts II 4' (Oktave tiefer), links I 16' (Oktave höher)                      | Andante, ~69                       | |
| 14        |                         | 3⁄4        | 2              | G-Dur  |                                                                 | 2        | 3-chörig: rechts I 8' + 4', links II 8' (zweiter Teil umgekehrt) 4-chörig: rechts I 8', links II 8'                                                      | ~80-88                             | Versatilität als Kerngedanke |
| 15        | Quinte (motu contrario) | 2⁄4        | 3              | g-moll | Musica pathetica                                                | 1        | |                                    | Aufgrund seines Ausdrucksgehalts (vanitas mundi) und seiner Position im Zyklus liegt der Kerngedanke Media vita in morte sumus nahe                                                                                      |
| 16        |                         | ,3⁄8       | (3)            | G-Dur  | Französische Ouvertüre                                          | 1        | 3-chörig: I 8' + 4' 4-chörig: I 8', II 8', 4', Koppel auf I, im zweiten Teil evtl. auf II                                                                |                                    | Entsprechend der Französischen Ouvertüre sind die Punktierungen doppeltscharf zu spielen |
| 17        |                         | 3⁄4        | 2              | G-Dur  | mechanistische Figurationen mit Orgelliteratur als Vorbild      | 2        | 3-chörig: rechts II 8', links I 8' + 4', Manualtausch bei Wiederholung 4-chörig: rechts II 8' + 4', links I 8' + 16'                                     | ~84                                | |
| 18        | Sexte                   | alla breve | 3              | G-Dur  | Stile antico, durchdrungen von Zügen des französischen Balletts | 1        | | ~72                                | Dammann vergleicht den Satz mit einem himmlischen Tanzreigen oder dem Gesang der drei Engel |
| 19        |                         | 3⁄8        | 3              | G-Dur  | Menuett                                                         | 1        | 3-chörig: II 8' 4-chörig: II 8' + 4' | ~144                               | |
| 20        |                         | 3⁄4        | 2              | G-Dur  | alla Domenico Scarlatti                                         | 2        | rechts II 8', links I 8', 3-chörig: Manualtausch bei Wiederholung                                                                                        | ~76                                | Am Ende der beiden Hälften kommen durch triolisch gebrochene Dreiklangsverschiebungen quasi Quintparallelen vor |
| 21        | Septe                   | 4/4-Takt   | 3              | g-moll | Lamento                                                         | (1)      | 3-chörig: I 8' 4-Chörig: I 8' + 16' | ~72                                | |
| 22        |                         | alla breve | 4              | G-Dur  | höfische Grandezza                                              | 1        | I 8' + 4' und II 8' mit Koppel | ~66-72                             | |
| 23        |                         | 3⁄4        | (2)            | G-Dur  | "Scherzo" "grotesquement"                                       | 2        | 3-chörig: rechts I 4' + 8'2 Lautenzug + Koppel, links II 8' Lautenzug 4-chörig: rechts I 8', 16' Theorbenzug, links II 8' Lautenzug, 4' (evtl. + Koppel) | ~72                                | Nach Dammann das "ingeniöse enfant terrible" des Zyklus, Vergleich mit "Poltergeistern" |
| 24        | Oktave                  | 9⁄8        | 3              | G-Dur  | "Schlummerlied" im Bannkreis von Siciliano und Pastorale        | 1        | I 8' | Larghetto, ~152                    | Die Trillerketten können als "onomatopoetisches Quirilieren der Vögel" wahrgenommen werden |
| 25        |                         | 3⁄4        | 3              | g-moll | violinistischer Duktus, affectus dolorosus                      | 2        | rechts I 8' mit Koppel, links II 8' | ~72                                | Anklänge an Nr. 39 der Matthäus-Passion |
| 26        |                         | 18⁄16X3⁄4  | 3              | G-Dur  | stilisierte Sarabande                                           | 2        | I 8' + 4', II 8' (mit differenziertem Wechsel) | ~76                                | Nach Dammann die "ungewöhnlichste, weil brillanteste Sarabande, die je geschrieben wurde" |
| 27        | None                    | 6⁄8        | 2              | G-Dur  | "musikalisches Aperçu" mit "giguenähnlicher Serenität"          | 2        | rechts II 8', links I 8', Manualtausch bei Wiederholung empfehlenswert                                                                                   | .~52-58                            | Das einzige "pure" Duett des Zyklus |
| 28        |                         | 3⁄4        | (2-5)          | G-Dur  | Triller-Variation                                               | 2        | 3-chörig: rechts II 8', links I 4', Manualtausch bei Wiederholung 4-chörig: rechts II 8' Laute + 4', links I 8'                                          |                                    | Dammann mutmaßt, dass es sich bei den obligatorischen Trillern und Doppeltrillern, die das Stück bestimmen, im Sinne des Locus amoenus um die Schilderung etwa sprudelnder Bäche oder zwitschernder Vögel handeln könnte |
| 29        |                         | 3⁄4        | (2)            | G-Dur  | Toccata im italienischen Stil                                   | 1 oder 2 | 3-chörig: rechts II 8' + Koppel, links I 8' + 4' (mit differenziertem Wechsel) 4-chörig: I 8', II 8', 4' + Koppel                                        |                                    | Laut Dammann mag Bach das Bild von mächtigen höfischen Springbrunnen geleitet haben |
| 30        |                         | 4/4-Takt   | 4              | G-Dur  | instrumentales Quodlibet                                        | 1        | 3-chörig: II 8' Laute + I 4' Koppel 4-chörig: II 4', I 16' + Koppel, auf dem I. Manual zu spielen                                                        | Andante, ~52                       | |

## Johann Sebastian Bachs Handexemplar

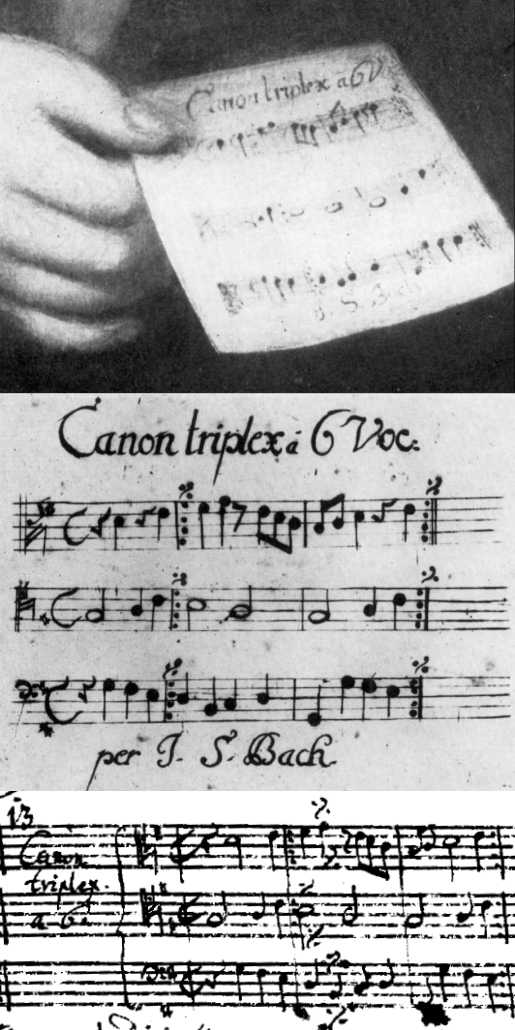
Canon triplex aus dem Gemälde von E. G. Haußmann (1746), Originaldruck des Kanons BWV 1076 (1747) und Kanon Nr. 13 aus dem Handexemplar.

1975 wurde in Straßburg Bachs persönliches Handexemplar der Goldbergvariationen entdeckt. Es enthält neben einer Reihe sorgsam eingetragener zusätzlicher Tempovorschriften, Verzierungen, Artikulationszeichen und Vorzeichen auch vierzehn „Verschiedene Canones über die ersten acht Fundamental=Noten vorheriger Arie. von J. S. Bach“ (BWV 1087) in Reinschrift.
Dieselben acht Noten befinden sich auch in der mittleren Zeile des Notenblatts, das Bach in dem Ölgemälde von Elias Gottlob Haußmann von 1746 in der Hand hält und auf dem der Canon triplex a 6 Voc.[ibus] steht.
Möglicherweise deuten die Korrekturen und die Ergänzungen mit den vierzehn Kanons an, dass Bach eine Neuauflage plante.
Siehe auch: Verschiedene Canones

## Musikgeschichtliche Einordnung
„Die Goldberg-Variationen sind ein eminent geschichtshaltiges Werk. Zweihundert Jahre Musikgeschichte sind in sie eingegangen, und sie wirken bis heute in die Musikgeschichte hinein. Sie sind zudem ein Werk der Synthese. ‚Ars musica‘ und Spiel, Kanon und Variation, ‚Adagio‘ und Quodlibet werden zu einem Ganzen zusammengefaßt.“

In Bachs Goldberg-Variationen treffen sich italienische, französische und deutsche Traditionen der Clavier-Musik. Darüber hinaus erfassen sie stilisierend auch Kompositionsweisen und Formen der vokalen und instrumentalen Ensemblemusik. Wie dargelegt reicht das Spektrum von einfachen Volksliedern bis zu gelehrten polyphonen Techniken und von Gesanglichem bis zu ganz aus der Technik des Claviers Erfundenem. In einer überlegen disponierten Ordnung versammelt das Werk viele Stücke aus der Musikgeschichte und aus seiner eigenen Zeit bekannte Musikarten zu einer lebendigen Einheit. Die Goldberg-Variationen geben „eine überzeugende Demonstration dessen, daß kunstvoller Bau und natürliche Anmut einander keineswegs ausschließen.“
Da die Goldbergvariationen bereits 1741 gedruckt vorlagen und vor allem dank Forkels Anekdote und seinem Einsatz für die Neuauflage Bach’scher Klaviermusik nie in Vergessenheit gerieten, gelangten sie bereits zu Beginn des 19. Jahrhunderts ins Bewusstsein der Musikliebhaber und der Komponisten. Heute dienen sie der Ausbildung von Cembalisten und Pianisten und haben einen festen Platz in deren Konzertrepertoire und Einspielungen auf Tonträger.

## Editionen und Bearbeitungen
Nach dem Erstdruck von 1741 wurden die ersten weiteren Drucke 1804 veröffentlicht. Sie erschienen bei Hoffmeister & Kühnel, Bureau de Musique und bei Hans Georg Nägeli im Heft 7 der Reihe Musikalische Kunstwerke. im strengen Stÿle. Bereits in diesen Ausgaben kündigte sich an, was in der Folgezeit öfter geschah: der Notentext wurde verändert. Grund dafür war hauptsächlich die Übertragung auf das Pianoforte mit nur einer Klaviatur.
Das ist auch zu beobachten in der mit Fingersätzen versehenen Ausgabe Carl Czernys von 1840 in Oeuvre complets. Livre 6, bei C. F. Peters.
Teilweise gravierend griff Josef Gabriel Rheinberger bei seiner Bearbeitung für zwei Klaviere aus den Jahren 1880 bis 1885 in den Notentext ein. Er hatte u. a. das Ziel, einen „Schatz der Hausmusik“ anbieten zu können. 1913 revidierte Max Reger diese Bearbeitung und ergänzte sie beispielsweise durch Angaben zu Dynamik, Artikulation und Tempo.
Ferruccio Busoni dagegen wollte mit seiner Bearbeitung von 1914 die Goldberg-Variationen für den Konzertsaal „retten“. Er empfahl radikale Kürzungen: die Wiederholungen und etliche Kanons sollten gestrichen werden. Variatio 29, das Quodlibet und die Wiederholung der Aria fasste er in einem großen, wirkungsvollen Finale zusammen. Allerdings bot er zum Vergleich auch die Fassung der damaligen Bach-Gesamtausgabe an.
Das Werk hat zahlreiche weitere Komponisten, Dirigenten und Instrumentalmusiker zu mehr oder weniger freien Bearbeitungen angeregt.
Beispiele:
- 1926: Wilhelm Middelschulte – Bearbeitung für Orgel
- 1938: Józef Koffler – Bearbeitung für Kammerorchester
- 1984: Dmitri Sitkovetsky – Bearbeitung für Streichtrio (Violine, Viola und Violoncello), rev. 2009, und auch für Streichorchester (1992)
- 1987: Jean Guillou – Bearbeitung für Orgel
- 2000: Uri Caine – Bearbeitung für verschiedenste Besetzungen und Stile (Mozart, Tango, Wedding March, Jazz-Piano, Hammondorgel)
- 2000: Jacques Loussier Trio – Play Bach
- 2000: Moritz Eggert – Goldberg spielt für Klavier und Ensemble
- 2003: Karlheinz Essl – Gold.Berg.Werk für Streichtrio und Live-Elektronik[86]
- 2006: Sax Allemande – Bearbeitung für drei bis vier Saxophone
- 2006: Sebastian Gramss – Goldberg (underkarl)
- 2007: Jukka Tiensuu –  Erz für Akkordeon Solo, ergänzende Sätze, die zwischen die Originalvariationen eingeschoben werden
- 2009: Jochen Neurath – Bearbeitung für Orchester
- 2010: Federico Sarudiansky – Bearbeitung für Streichtrio (Violine, Viola und Violoncello)[87]

Zudem gibt es Einspielungen mit Akkordeon, Blechbläser-Ensemble, Flöten-Trio, Gitarre, Streicher-Ensemble oder gar zwei Cimbalons.
Im Gegensatz zu diesen Tendenzen stehen die Bach-Gesamtausgaben. Die Edition der Goldberg-Variationen von 1853 in Band III der ‚alten‘ Bach-Gesamtausgabe war – obwohl noch ohne kritischen Apparat – ein wichtiger Meilenstein auf dem Weg zu einer wissenschaftlich abgesicherten, textkritischen Edition für Wissenschaft und Praxis. Diese ist nach dem Auffinden von Bachs Handexemplar im Jahr 1975 mit der Herausgabe in der Neuen Bach-Ausgabe unter der Obhut von Christoph Wolff zumindest vorläufig erreicht.

## Musikalische Interpretation
Das Werk fordert insgesamt eine hohe Virtuosität und gilt als eine der schwierigsten Klavierkompositionen Bachs. Für Interpreten, die statt des vorgesehenen Cembalos ein modernes Klavier verwenden wollen, gilt dies besonders, da das Werk für ein zweimanualiges Instrument komponiert wurde und sich die Ausführung mit nur einer Klaviatur stellenweise als schwierig erweist.
Als bekanntester Interpret der Neuzeit gilt der kanadische Pianist Glenn Gould, der das Werk zweimal im Studio mit dem modernen Konzertflügel aufgenommen hat. Geschätzt werden die Einspielungen von Grigori Sokolow und András Schiff und Ragna Schirmer. Darüber hinaus gibt es viele andere Cembalo- und Klavieraufnahmen. Hermann Keller schreibt 1950:

„Der zusammenhängende Vortrag des Werks stellt ungewöhnliche Anforderungen an den Hörer, noch mehr an den Spieler. Der Cembalist wird alle Künste der Registrierung spielen lassen, der Spieler auf dem modernen Flügel wird aber die Mehrzahl der zweimanualigen Variationen nur mit Oktavversetzungen und anderen Kunstgriffen sich 
adaptieren können. Die Bearbeitung für zwei Klaviere von Josef Rheinberger (1881, neue Ausgabe von Max Reger, 1910) ist besonders für das häusliche Musizieren noch heute zu empfehlen. Immer mehr aber setzt sich die Erkenntnis durch, daß das Cembalo mit zwei Manualen für dieses monumentale und doch intime Werk der einzig angemessene Vermittler ist.“

## Goldberg-Variationen in der Literatur
- 1814 erschienen E. T. A. Hoffmanns Kreisleriana als Teil der Fantasiestücke in Callots Manier. Im ersten Stück daraus, Johannes Kreislers, des Kapellmeisters, musikalische Leiden, führt der fiktive Kapellmeister Kreisler die Unfähigkeit einer bürgerlich-biedermeierlichen Gesellschaft, große Kunst und Musik zu erfassen, vor, indem er ihr die „Johann Sebastian Bachschen Variationen für das Klavier, erschienen bei Nägeli in Zürich“ vorspielt.[91] Alleine mit seinem musikverständigen Diener und rotem Burgunder lässt er sich dann vom Quodlibet zum Fantasieren anregen:

„[…] aber diese Nro. 30, das Thema, riß mich unaufhaltsam fort. Die Quartblätter dehnten sich plötzlich aus zu einem Riesenfolio, wo tausend Imitationen und Ausführungen jenes Themas geschrieben standen, die ich abspielen mußte. Die Noten wurden lebendig und flimmerten und hüpften um mich her – elektrisches Feuer fuhr durch die Fingerspitzen in die Tasten – der Geist, von dem es ausströmte, überflügelte die Gedanken […]“

Damit waren die Goldberg-Variationen in die Literatur eingeführt und das Wissen um sie gelangte auch auf diesem Wege zu den Komponistengenerationen um Robert Schumann und Johannes Brahms, der die Goldberg-Variationen öffentlich spielte.
- 1974 wurde Dieter Kühns Hörspiel Goldberg-Variationen erstmals gesendet. Es verarbeitet – von Forkels Bericht ausgehend – das Verhältnis zwischen Goldberg und dem Grafen Keyserlingk und behandelt die sozialen und politischen Verhältnisse der Zeit um 1748 und erweitert diese Thematik ins Grundsätzliche:

„Es findet statt ein Dialog zwischen einem Sprecher und einem Musiker, der nur in seiner Musik präsent ist. Das Hörspiel ist - was schon der Titel andeutet - eine Variationsreihe: In immer neuen Konstellationen wird den Beziehungen und Widersprüchen nachgegangen zwischen Musik und einer historischen Wirklichkeit, in der diese Musik entsteht.“

- 1983 wurde Thomas Bernhards Roman Der Untergeher veröffentlicht. Er enthält auf verschiedensten Ebenen Bezüge zu den Goldberg-Variationen. Er beschäftigt sich mit der halb real und halb fiktiv gezeichneten Gestalt Glenn Goulds und dessen Einüben und Interpretieren der Goldberg-Variationen. Die Entstehungsgeschichte der Goldberg-Variationen wird persifliert, die Verbindung zu den beiden Volksliedern des Quodlibets stellen eine Wirtin und ein Holzfäller her und Form und Zahlenordnungen der Goldberg-Variationen werden im Untergeher aufgegriffen. So kommt das Wort Aria zweimal, das Wort Goldberg-Variationen 32-mal vor und in den einleitenden Absätzen wird ähnlich wie in der Aria Themenmaterial exponiert, das in Variationen den gesamten Roman bestimmt.[95]

- In den Romanen Das Schweigen der Lämmer (1988) und Hannibal (1999) von Thomas Harris wird der Protagonist Hannibal Lecter als gebildeter Bach-Liebhaber dargestellt. Im ersten Roman lässt Lecter in seiner Zelle die von Glenn Gould gespielten Goldberg-Variationen auf dem Kassettenrekorder erklingen, während er seine Wärter tötet bzw. verstümmelt. Im zweiten Roman spielt er die Goldberg-Variationen auf seinem Flügel in Florenz.

- 1991 wurde George Taboris Theaterstück Goldberg-Variationen uraufgeführt. Tabori hat sich allerdings lediglich den Titel geliehen. Ein weiterer Bezug zu Bachs Werk besteht nicht.

- 2008 veröffentlichte Anna Enquist, klinische Psychologin und ausgebildete Pianistin, den Roman Kontrapunkt (Original Contrapunt). Enquist geht von der fiktiven Vorstellung aus, Bachs 1739 im Alter von 24 Jahren verstorbener Sohn Johann Gottfried Bernhard habe die Aria geliebt. Deshalb habe Bach die Aria als Variationsthema gewählt. „Er behielt seinen Sohn bei sich, wenn er sich in die Variationen vertiefte, er wurde nicht verrückt vor Verzweiflung, solange er komponierte, er arbeitete an einem tönenden Grabmal für den verlorenen Sohn“.[96] Während die Protagonistin die Goldberg-Variationen auf dem Klavier einstudiert, kann sie ihre tödlich verunglückte Tochter in Erinnerungen zu sich zurückholen und die Trauer um sie mit Hilfe der Musik bewältigen.

- Petra Morsbach widmete das letzte Kapitel ihres 2008 erschienenen Romans Der Cembalospieler den Goldberg-Variationen.

- 2015 veröffentlichte Leon de Winter den Roman Geronimo. Darin entwickelt die weibliche Protagonistin Apana eine Passion für die Goldberg-Variationen. Zudem ist der Roman in Anlehnung an die Goldberg-Variationen aufgebaut. Er hat 32 Teilstücke, von denen das erste und letzte identisch sind.[97][98]